# Ptychadena porosissima
Ptychadena porosissima é uma espécie de anfíbio da família Ranidae.
Pode ser encontrada nos seguintes países: Angola, República Democrática do Congo, Etiópia, Quénia, Malawi, Ruanda, África do Sul, Suazilândia, Tanzânia, Uganda, Zâmbia, Zimbabwe, e possivelmente Burundi, Lesoto e Moçambique.
Os seus habitats naturais são: florestas temperadas, regiões subtropicais ou tropicais húmidas de alta altitude, savanas húmidas, matagal húmido tropical ou subtropical, campos de gramíneas de clima temperado, campos de gramíneas de baixa altitude subtropicais ou tropicais sazonalmente húmidos ou inundados, campos de altitude subtropicais ou tropicais, pântanos, marismas intermitentes de água doce, pastagens, jardins rurais e florestas secundárias altamente degradadas.